# 克雷梅拉
克雷梅拉（義大利語：Cremella），是意大利莱科省的一个市镇。总面积1.75平方公里，人口1763人，人口密度1007.4人/平方公里（2009年）。国家统计（ISTAT）代码为097028。